# Península de Kermorvan
Situada a França, la península de Kermorvan es troba a la comuna del Conquet, ciutat i port pesquer d'Aber Conq. És una zona actualment classificada pel Conservatori del Litoral. És el marge dret d'aquest petit aber que porta al seu extrem el far que il·lumina el mar d'Iroise. Es poden veure Molène, Ouessant i l'illa de Béniguet, la més propera a Le Conquet.Un camí costaner permet als caminants recórrer la península fins a la cala Blancs-Sablons i la seva platja de sorra. Aquest espai natural està lliure de qualsevol construcció, a part d'unes antigues fortificacions i un far.

## Història

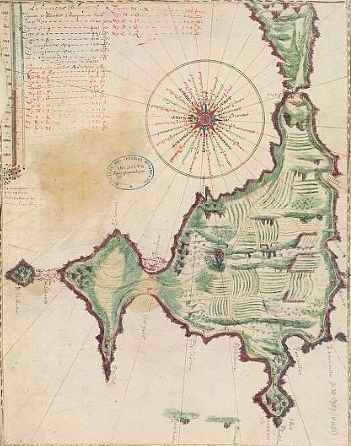
Mapa de l'illa de Conquet (en realitat la península de Kermorvan) de Jean Bâche (1628).

Aquest promontori rocós ha estat ocupat des del Neolític. Es van catalogar monuments megalítics. Només queden unes poques pedres dretes d'un cromlech. Durant la construcció del Mur de l'Atlàntic, les tropes alemanyes van arrasar gairebé tots aquests testimonis arqueològics. La península també es va fortificar, des de l'edat mitjana, per resistir els desembarcaments de les flotes enemigues.
Les bateries reduïdes (cos de guàrdia) encara estan presents : a l' Îlette i la punta de Kermovan, es van construir a mitjans del segle XIX . Les mateixes bateries van ser establertes, segons els plans Vauban, al final del segle XVII per parar els atacs dels mariners anglesos, llavors britànics. Els blockhaus, les casamates i els diferents estructures de formigó són obra de l'organització Todt i de les tropes alemanyes durant la darrera guerra mundial.
Aquest lloc va acollir el rodatge de la sèrie Dolmenemesa a TF1 l'any 2005.

## Parc Natural
El Conservatoire du Littoral va adquirir el lloc l'any 1978. La gestió està assegurada per la comunitat de municipis del país d'Iroise en col·laboració amb el Consell General de Finisterre i el Conservatoire du Littoral. Posant fi a futurs projectes immobiliaris i a la degradació de la duna provocada per l'acampada salvatge i la pràctica del motocròs, es van dur a terme tasques de restauració. : delimitació de camins, aparcaments, plantacions, etc.
La zona dunar es va poder recuperar gràcies a la plantació d'herba marra i la instal·lació de tanques que permeten que la sorra s'acumulés de nou.

## Flora
Hi ha una flora important:
- en gespa de dunes fixes : festuca i junc de sorra, roser, diferents espècies de stonecrop. . .
- a la duna mòbil, trobem plantes que resisteixen fortes limitacions climàtiques com l'herba de blat i l'herba de platja. . .
- a la part del darrere : falgueres, toxos (d'Europa i Le Gall) i brucs (freixes i quatre angles).
- a les zones boscoses que voregen els prats salats de l'Aber du Conquet : castanyer, pi marí, roure i fins i tot faig... i plantes de prat salat : olbione, Inule false crithmum, sosa llenyosa...

## Fauna salvatge
La juxtaposició de diferents ambients ha afavorit la presència d'un gran nombre d'ocells.
- sobre gespes de dunes i penya-segats : l'oreneta de ribera, el Grasset costaner o el Còlit gris. . .
- al terreny erm : Tallareta cuallarga. . .
- a les zones humides : Fotja comuna, Polla d'aigua comuna, Rossinyol bord, Boscarla eurasiàtica, Repicatalons eurasiàtic o Alcedínids. . .
- a les zones boscoses de l'aber Conq : Xoriguer comú, Mallerenga emplomallada europea o Picot verd comú.